# Isaías Táboas Suárez
Isaías Táboas Suárez   (València, 2 de març de 1958) és un historiador, editor i gestor valencià que va presidir la companyia de transport per ferrocarril Renfe entre el 2018 i el 2023. També presideix el Consell Editorial de l'Observatorio de las Ideas.

## Formació
Llicenciat en Història Contemporània a la Universitat de Barcelona, va obtenir un diplomat en Funció Gerencial a l’Administració Pública a l'Escola Superior d'Administració i Direcció d'Empreses i també un en Direcció de Màrqueting a l'Escola d'Alta Direcció i Administració

## Carrera
Ha estat conseller delegat de l'editorial L'Avenç, director de l'Institut d'Edicions de la Diputació de Barcelona, director de Comunicació i Relacions Institucionals de Renfe a Madrid, i delegat territorial de Patrimoni i Relacions Externes de Renfe per a Catalunya i l'Aragó.
El 1996, va ser nomenat director general de l'Editorial UOC i d'Eureca Media. Més tard, l'abril del 2004, va incorporar-se al Ministeri d'Indústria, Turisme i Comerç com a director del Gabinet del Ministre José Montilla. Del desembre del 2006 al novembre del 2010, va ser secretari general de la Presidència de la Generalitat de Catalunya amb José Montilla. Entre el novembre del 2010 i el desembre del 2011, va exercir com a secretari d'estat de Transports del Ministeri de Foment.
El 28 de juny del 2018 va convertir-se en el president de Renfe Operadora, càrrec que va mantenir fins al 20 de febrer del 2023, quan va dimitir pels errors de disseny en uns trens destinats a les regions de Cantàbria i Astúries. La secretària d’Estat de Transports, Isabel Pardo de Vera Posada, va ser destituïda pel mateix motiu.